# Los Rábanos
 Los Rábanos  es un municipio y una localidad de España, perteneciente a la provincia de Soria, en la comunidad autónoma de Castilla y León. El término municipal, que incluye también los núcleos de Miranda de Duero, Navalcaballo y Tardajos de Duero, tiene una población de 476 habitantes (INE 2024).

## Geografía
Este municipio comprende las pedanías de Navalcaballo y Tardajos de Duero, así como la localidad de Miranda de Duero.
Se encuentra a 7 km de la capital provincial, estando integrado en la comarca de Almazán. Por el este y sureste del término municipal discurre el río Duero que forma el embalse de Los Rábanos. Por el suroeste también discurre el río Mazos. El pueblo se alza a 1028 m sobre el nivel del mar, contando con un relieve más llano hacia el sur y más montañoso al norte y al este, alcanzándose altitudes superiores a los 1100 m.
| Noroeste: Golmayo          | Norte: Soria           | Noreste: Alconaba      |
| Oeste: Golmayo             |                        | Este: Aldealafuente    |
| Suroeste: Quintana Redonda | Sur: Cubo de la Solana | Sureste: Aldealafuente |

### Medio ambiente
En su término e incluidos en la Red Natura 2000 los siguientes lugares:
- Lugar de Interés Comunitario conocido como Riberas del Río Duero y afluentes, ocupando 24 hectáreas, el 1% de su término.[1]

## Historia
Lugar que durante la Edad Media perteneció a la Comunidad de Villa y Tierra de Soria formando parte del Sexmo de Lubia.
El Censo de Pecheros de 1528, en el que no se contaban eclesiásticos, hidalgos y nobles, registraba la existencia 14 pecheros, es decir unidades familiares que pagaban impuestos. En el documento original figura como Los Revanos.
A la caída del Antiguo Régimen la localidad se constituye en municipio constitucional, entonces conocido como Rábanos, Sinoba y Villarejo en la región de Castilla la Vieja, partido de Soria, que en el censo de 1842 contaba con 70 hogares y 280 vecinos.
A finales del siglo XX crece el término del municipio porque incorpora a Navalcaballo y a Tardajos de Duero.

## Demografía
Cuenta con una población de 476 habitantes (INE 2024).
| Gráfica de evolución demográfica de Los Rábanos entre 1842 y 2021 |
| |
| Población de derecho según los censos de población del INE Población de hecho según los censos de población del INEEn este censo se denominaba Rábanos, Sinoba y Villarejo: 1842 Entre el censo de 1970 y el anterior, crece el término del municipio porque incorpora a 42581 (Navalcaballo) y 42609 (Tardajos de Duero) |

### Población por núcleos
| Núcleos           | Habitantes (2000) | Habitantes (2009) |
| ----------------- | ----------------- | ----------------- |
| Los Rábanos       | 209               | 362               |
| Miranda de Duero  | 29                | 18                |
| Navalcaballo      | 96                | 87                |
| Tardajos de Duero | 80                | 74                |

## Patrimonio
- Iglesia parroquial de San Pedro, que data de 1118 y fue reconstruida en el año 1874 y abierta al culto en el año 1878. Es un edificio de mampostería de una sola nave cubierta con cañón apuntado y espadaña a los pies.
- Torre del reloj. Sobre el tejado en una estructura metálica, remata por una cruz se encuentra su campana, denominada "María" y fundida en el año 1891.
- Ermita de la Virgen de Sinova. Ubicada a kilómetro y medio de Los Rábanos, en la granja del mismo nombre; la imagen de la virgen se veneraba en la granja de Sinova, donde se apareció. Mantiene la tradición que lo hizo a un pastorcillo; posteriormente quisieron llevarla al pueblo, pero la imagen decía una y otra vez: "¿Y si no va?". Ahora se venera en la iglesia y celebran su fiesta el 8 de septiembre, con romería, subasta de rollos y subida al trono. Esta granja fue en su día propiedad del marqués de Novaliches, Manuel de Pavía y Lacy, más conocido como el General Pavía. Su campana, llamada de Nuestra Señora de la Cabeza fue fundida en 1768.
- Cueva del asno. Situada en la margen izquierda del río Duero, a su paso por Los Rábanos, se trata de un conjunto de túneles de más de un kilómetro de longitud con dos grandes galerías retrospectivas. La cueva es un yacimiento prehistórico, lugar de enterramiento colectivo y de difícil acceso.